# LynxOS
LynxOS RTOS — Unix-подібна операційна система реального часу, що розробляється компанією Lynx Software Technologies. LynxOS повністю сумісна зі специфікаціями POSIX, а також, починаючи з 2000-х років, має сумісність з Linux. Система застосовується у вбудованих рішеннях, орієнтованих на обробку у режимі реального часу — таких, як авіоніка, космічна і військова техніка, керування виробничими процесами, телекомунікації. Система має бібліотеку wolfSSL, сертифіковану[ким?] для військового застосування.

## Історія
Перші версії LynxOS написані 1986 року у Далласі (Техас) Мітчеллом Баннеллом (англ. Mitchell Bunnell) для спеціального комп'ютера на основі мікропроцесора Motorola 68010. Перша комп'ютерна платформа, на якій запущено LynxOS — Atari 1040ST; крос-компіляція проводилася на Unix-машині виробництва Integrated Solutions. У 1988—1989 роках LynxOS портовано на платформу Intel 80386. Приблизно 1989 року реалізовано сумісність ABI з System V.3. Пізніше додано сумісність з Linux.
Повна підтримка MMU додана до ядра системи 1989 року.
Підтримується архітектура PowerPC. У лютому 2015 року фірма Lynx оголосила плани щодо підтримки архітектури ARM і процесорів серії Cortex-A.
Компоненти LynxOS спроєктовано для досягнення абсолютного детермінізму (іншими словами, система явно спроєктована для задач «жорсткого реального часу», англ. hard real-time). Повністю детермінований відгук системи, навіть в умовах інтенсивного обміну з пристроями вводу/виводу, є можливим завдяки вкрай оптимізованому механізму тредів (потоків виконання), реалізованому у ядрі. Цей механізм дозволяє обробникам переривань бути надзвичайно короткими і швидкими.
Компанія Lynx є власником патенту від 21 листопада 1995 року (строк дії вже минув), U.S. Patent 5,469,571. Заголовок патенту звучить як «Operating System Architecture using Multiple Priority Light Weight kernel Task-based Interrupt Handling», і описує механізм реалізації ОС жорсткого реального часу.
2003 року Lynx представила спеціалізовану версію системи, названу LynxOS-178, спеціально призначену для застосування в авіоніці та сертифіковану для сумісності зі стандартом DO-178B.
Група новин Usenet comp.os.lynx призначена для обговорення LynxOS.